# Neugeborenenexanthem

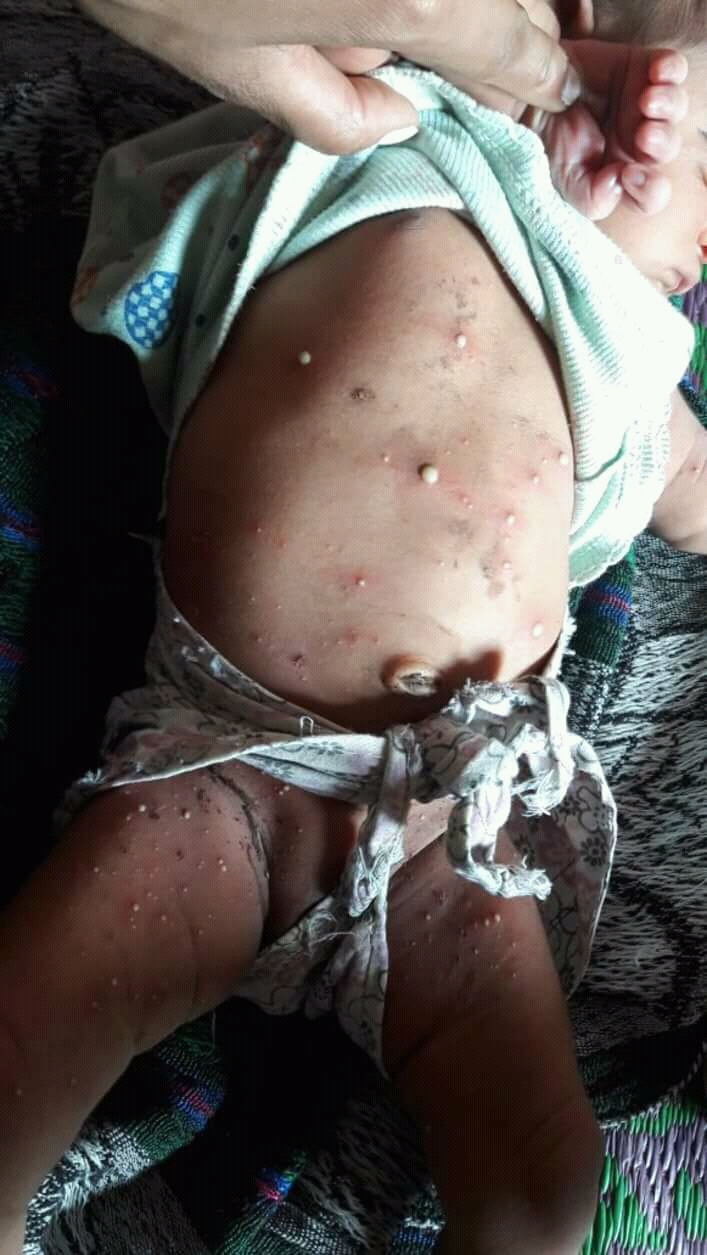

Als Neugeborenenexanthem (Synonym Erythema toxicum neonatorum oder nur Erythema neonatorum) bezeichnet man einen völlig harmlosen und vorübergehenden Hautausschlag, der bei etwa der Hälfte aller Neugeborenen in den ersten Lebenstagen auftritt. Er besteht aus stecknadelkopfgroßen, mit einer klaren Flüssigkeit gefüllten Bläschen mit einem unterschiedlich großen roten Hof. In den Bläschen befinden sich zahlreiche eosinophilen Granulozyten, eine bestimmte Art von weißen Blutkörperchen. Ursache für die Hormonumstellung ist der Entzug des Schwangerschaftshormons. Da die Hauterscheinung innerhalb weniger Tage von alleine wieder abklingen, sind außer der Beruhigung der besorgten Eltern keine spezifischen Behandlungsmaßnahmen nötig.